# Ujedinjeni radnički sindikalni savez Jugoslavije
Ujedinjeni radnički savez Jugoslavije (URSSJ), skraćeno Ujedinjeni radnički sindikati (URS), bio je najjača i najbrojnija sindikalna organizacija u razdoblju postojanja Kraljevine Jugoslavije, odnosno Jugoslavije. URSSJ je osnovan 1925. godine a aktivnosti su trajale sve do zabrane 1940. godine.

## Povijest
Okupljanje sindikata u jedinstvenu organizaciju u novoosnovanoj Kraljevini SHS dogodilo se na Prvom kongresu Socijalističke radničke partije Jugoslavije (komunista) od 22. do 23. travnja 1919. godine  u Beogradu. Tada je osnovano Centralno radničko sindikalno vijeće Jugoslavije (CRSVJ), koje je sadržavalo preko 200.000 članova i bilo pod izravnim utjecajem SRPJ(k). Rad CRSVJ zabranjen je u Obznani, u prosincu 1920. godine zajedno s Komunističkom partijom Jugoslavije.
Dana 27. prosinca 1921. godine, revolucionarno orijentirana jezgra od dvanaest sindikata koji su od ranije bili povezani s CRSJV osnovala je Međusavezni sindikalni odbor. Godine 1922. centristi i reformisti socijalisti su osnovali Savez radničkih saveza Jugoslavije (SRSJ). 1923. godine, Međusavezni sindikalni odbor 1923. godine mijenja ime u Nezavisni sindikati Jugoslavije (NSJ). 1925. godine sindikati unutar SRSJ su na Kongresu ujedinjenja koji je trajao od 10. do 12. listopada 1925. godine, osnovali Ujedinjeni radnički sindikalni savez Jugoslavije (URSSJ). 
Uvođenjem Šestosiječanjske diktature rad URSSJ-a je nakratko prekinut, ali je ubrzo dopušten, za razliku od drugih sindikata poput NSJ. Zbog reformističkih tendencija, komunisti su pozivali radnike da ne učlanjuju u URSSJ, ali je takva politika do 1934. godine ocijenjena kao pogrešna i prekinuta je. S vremenom su komunisti stjecali sve veći utjecaj unutar URSSJ. Na Četvrtom kongresu URSSJ, travnja 1938. godine ostvareno je organizacijsko jedinstvo sindikalnog pokreta.
Budući da je rad URSSJ postajao sve više revolucionaran, Vlada Cvetković-Maček je, 28. prosinca 1940. godine, zabranila njegov rad. URSSJ je u to vrijeme imao preko 100.000 članova.